# Caserma Duca degli Abruzzi
La caserma Duca degli Abruzzi è una caserma della Marina Militare italiana che si trova alla Spezia, in viale Amendola.
Il progetto iniziale del complesso risale al 1916 a firma dell'ingegner Attilio Muggia. 

Dal 1919 al mese di giugno 2003, la caserma ha ospitato il Centro addestramento reclute della Marina militare italiana, denominato prima Maridepocar e poi Maricentro.
L'edificio è rimasto parzialmente inutilizzato dopo la soppressione del servizio militare di leva. 
A fine 2008 sono iniziati dei lavori di riqualificazione che porteranno alla realizzazione di un asilo nido aziendale per i dipendenti delle Forze armate.